# Rejon jegoriewski (Kraj Ałtajski)
Rejon jegoriewski (ros. Егорьевский район) – rejon na terenie wchodzącego w skład Rosji syberyjskiego Kraju Ałtajskiego.
Rejon leży w południowo-zachodniej części Kraju Ałtajskiego i ma powierzchnię 2,5 tys. km². Na jego obszarze żyje ok. 15,9 tys. osób; całość populacji stanowi ludność wiejska, gdyż w skład tej jednostki podziału terytorialnego nie wchodzi żadne miasto. Ludność rejonu zamieszkuje w 19 wsiach. Rosjanie stanowią 93,7% ogółu mieszkańców, Niemcy – 2,5%, a Kazachowie – 1,2%.
Ośrodkiem administracyjnym rejonu jest  wieś Nowojegoriewskoje.
Rejon został utworzony w 1935 r.